# 桜木 (千葉市)
桜木（さくらぎ）は、千葉県千葉市若葉区の地名。この記事では関連町名の桜木北についても記述する。現行行政地名は桜木が桜木一丁目から桜木八丁目、桜木北が桜木北一丁目から桜木北三丁目。郵便番号は桜木が264-0028、桜木北が264-0029。

## 地理
千葉市の行政区である若葉区の西部に位置し、同じく千葉市の行政区の中央区に隣接している。
東は小倉町、西は貝塚と貝塚町と都賀、南は都町と加曽利町、北は若松町に接している。

## 交通

### 鉄道
- 千葉都市モノレール 2号線
  - 桜木駅

### 道路
- 国道51号

## 施設
- 桜木霊園 (桜木一丁目)
- 加曽利貝塚（桜木八丁目）
- 千葉縣護國神社（桜木四丁目）
- 千葉市若葉区役所（桜木北二丁目)